# Medetera similis
Medetera similis är en tvåvingeart som beskrevs av Van Duzee 1919. Medetera similis ingår i släktet Medetera och familjen styltflugor. Inga underarter finns listade i Catalogue of Life.